# Campli
Campli is een gemeente in de Italiaanse provincie Teramo (regio Abruzzen) en telt 7533 inwoners (31-12-2004). De oppervlakte bedraagt 73,8 km², de bevolkingsdichtheid is 99 inwoners per km².

## Demografie
Campli telt ongeveer 2695 huishoudens. Het aantal inwoners daalde in de periode 1991-2001 met 1,2% volgens cijfers uit de tienjaarlijkse volkstellingen van ISTAT.
| Jaar | Inwoneraantal |
| ---- | ------------- |
| 1991 | 7356          |
| 2001 | 7266          |

## Geografie
Campli grenst aan de volgende gemeenten: Bellante, Civitella del Tronto, Sant'Omero, Teramo, Torricella Sicura, Valle Castellana.